# Sent Pèr deu Mont
Sent Pèr deu Mont (en francès Saint-Pierre-du-Mont) és un municipi francès situat al departament de les Landes i a la regió de la Nova Aquitània.

## Demografia
| 1962                                       | 1968  | 1975  | 1982  | 1990  | 1999  | 2007  |
| ------------------------------------------ | ----- | ----- | ----- | ----- | ----- | ----- |
| 2.254                                      | 4.305 | 6.104 | 6.290 | 7.075 | 7.186 | 8.421 |
| Des de 1962: població sense dobles comptes |       |       |       |       |       |       |

## Administració
| Període   | Identitat            | Partit        |
| --------- | -------------------- | ------------- |
| 1988-1995 | Jean-Claude Nozières | RPR           |
| 1995-     | Jean-Pierre Jullian  | Divers gauche |